# 久場島 (沖縄県石垣市)

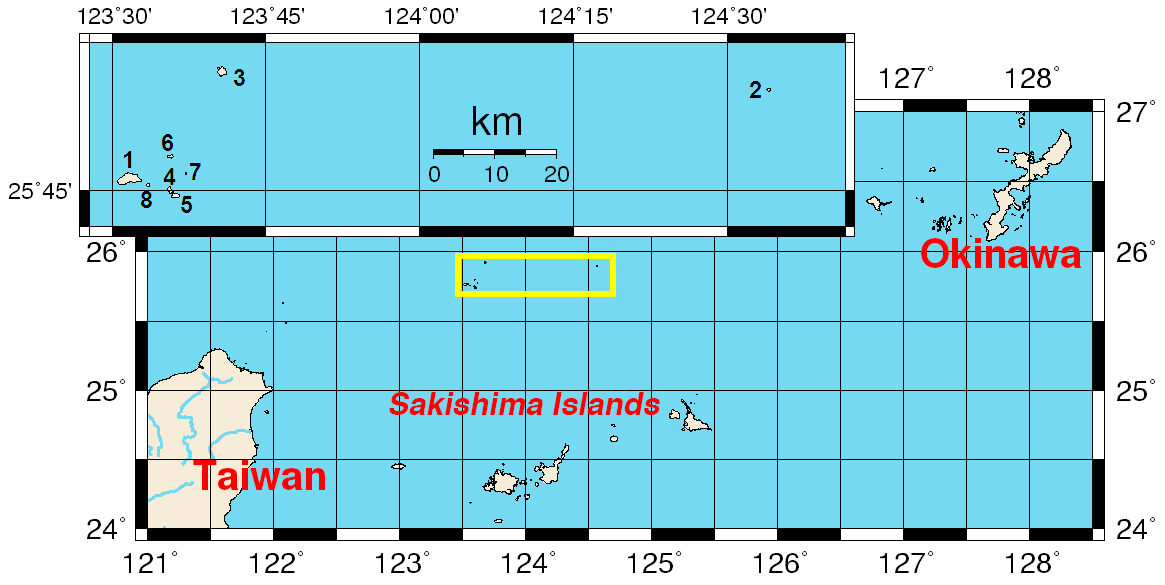
尖閣諸島の位置図（左上は拡大図）
1.魚釣島 2.大正島 3.久場島 4.北小島 5.南小島 6.沖の北岩 7.沖の南岩 8.飛瀬

久場島（くばしま）は、尖閣諸島の無人島のひとつ。日本国が領有・実効支配し、中華人民共和国と中華民国が領有権を主張している。日本の行政区分では沖縄県石垣市に属する。先島諸島の島民によってクバシマと呼ばれる。別名は黄尾嶼（こうびしょ）。
日本名の「久場島」について日本政府は地元で呼ばれている名称を地方公共団体が調査し使用しているとしている。「クバ」は沖縄方言で蒲葵を指し、八重山列島では｢チールージマ（黄色い島）｣とも呼ばれた。琉球王国の文書には黄尾嶼の記載がある。日本政府は「黄尾嶼」という名称についても「我が国において従来から使用されてきているもの」としている。中国名では「黄尾嶼」という名称を使用している。

## 概要
石垣島北方約182キロメートルの北緯25°56′、東経123°41′に位置する無人島。主島の魚釣島から東北方約22キロメートルの尖閣諸島の北端に位置する。面積0.874049平方キロメートル（石垣市土地台帳の数値）。最高峰は標高117メートルの千歳山、ほかに信天山（105メートル）などがある。
火山島で島の中央に数個の火口があり、海岸に向かってなだらかな地形だが、島の周囲は壁岩になっている。島の形成時期は第四紀とされる。
日本が領有し実効支配しているが、中華人民共和国及び中華民国も領有権を主張している。日本の行政区分では沖縄県石垣市登野城尖閣2393番地にあたる。島の所有者は民間人であり、2012年9月11日まで同じく尖閣諸島の魚釣島、北小島、南小島も民間人が保有していたが、尖閣諸島国有化によりこれら3島の所有権が国に移ったあとも、久場島のみ引き続き民間人が保有している。
島の南西部にはかつて鰹節工場や、海鳥の羽の加工場があったが、事業中止に伴って無人島となった。また、かつては尖閣諸島で最大のアホウドリの営巣地があり、現在もアホウドリの繁殖の可能性が指摘されている。
同じく尖閣諸島に属する大正島とともに在日米軍の射爆撃場に設定されているが、1978年6月以降使用されていない状況にある。
なお、久場島の北西から北東にかけては、日本の排他的経済水域（EEZ）の基点となる3つの小島があるが、これらの島は2012年3月2日に北西小島、北小島、北東小島と命名されている。

## 歴史
- 1895年（明治28年）1月14日 - 日本領に編入される。
- 1896年（明治29年） - 古賀辰四郎が政府から魚釣島、久場島、北小島、南小島の30年間無償貸与を受ける（なお、無償貸与期間終了後も、有償で貸与が続けられた）。
- 1932年（昭和7年）5月20日 - 魚釣島、久場島が古賀善次（辰四郎の子）に有償で払い下げられる（同年、北小島、南小島も有償で払い下げられている）。
- 1946年（昭和21年）2月2日 - 北緯30度以南がアメリカ軍の軍政下に置かれる。
- 1952年（昭和27年）4月28日 - サンフランシスコ平和条約の発効により、琉球政府の施政下に入る。
- 1970年（昭和45年）7月 - 琉球政府が尖閣諸島の魚釣島、久場島、大正島、北小島、南小島に不法入域防止のための警告板を設置した[12]。
- 1972年（昭和47年）5月15日 - 本土復帰。同日の日米合同委員会において、日米両政府が、久場島及び大正島を射爆撃場として米軍に提供することに合意した[10]。